# San Sadurniño
San Sadurniño – gmina w Hiszpanii, w Galicji, w prowincji A Coruña. W 2011 roku liczyła 3061 mieszkańców. Zajmuje powierzchnię 98,98 km².